# 長鴻出版社
長鴻出版社（ちょうこうしゅっぱんしゃ）は、台湾台南市東区に本社を置く出版社。主に教科書を刊行している南一書局の子会社として1991年に創業した。

## 概要
- 日本の漫画を中心に正体字中国語への翻訳出版を行っており、特に少女漫画のラインナップを重視している。
- 1992年、秋田書店『週刊少年チャンピオン』のローカライズ版『冠軍少年』を創刊したが、1998年に休刊している。